# Dragotin Martelanc
Dragotin Martelanc, slovenski gradbenik, * 11. november 1888, Barkovlje, † 27. julij 1939, Ljubljana.

## Življenje in delo
Rodil se je v družini gradbenika Svetka in gospodinje Terezije Martelanc. Končal je višjo industrijsko šolo v Trstu in stopil v službo pri gradbenem podjetju Ivan Martelanc & drugi v katerem je bil njegov oče solastnik. Med 1. svetovno vojno je bil kot častnik pri 28. domobranskem (češkem) pehotnem polku ujet na ruskem bojišču in poslan v rusko ujetništvo, kjer se je kot prostovoljec javil v vojsko Kraljevine Srbije. Boril se je na balkanskem bojišču in ranjen preživel umik srbske vojske prek Albanije na otok Krf, od koder je kasneje prišel na solunsko bojišče. Za hrabrost je prejel več srbskih odlikovanj. Po vojni se je vrnil v staro službo, ko pa je podjetje zaradi fašističnega pritiska moralo leta 1927 prenehati z delom se je preselil k sestri Milki v Ljubljano.